# MF Fedje

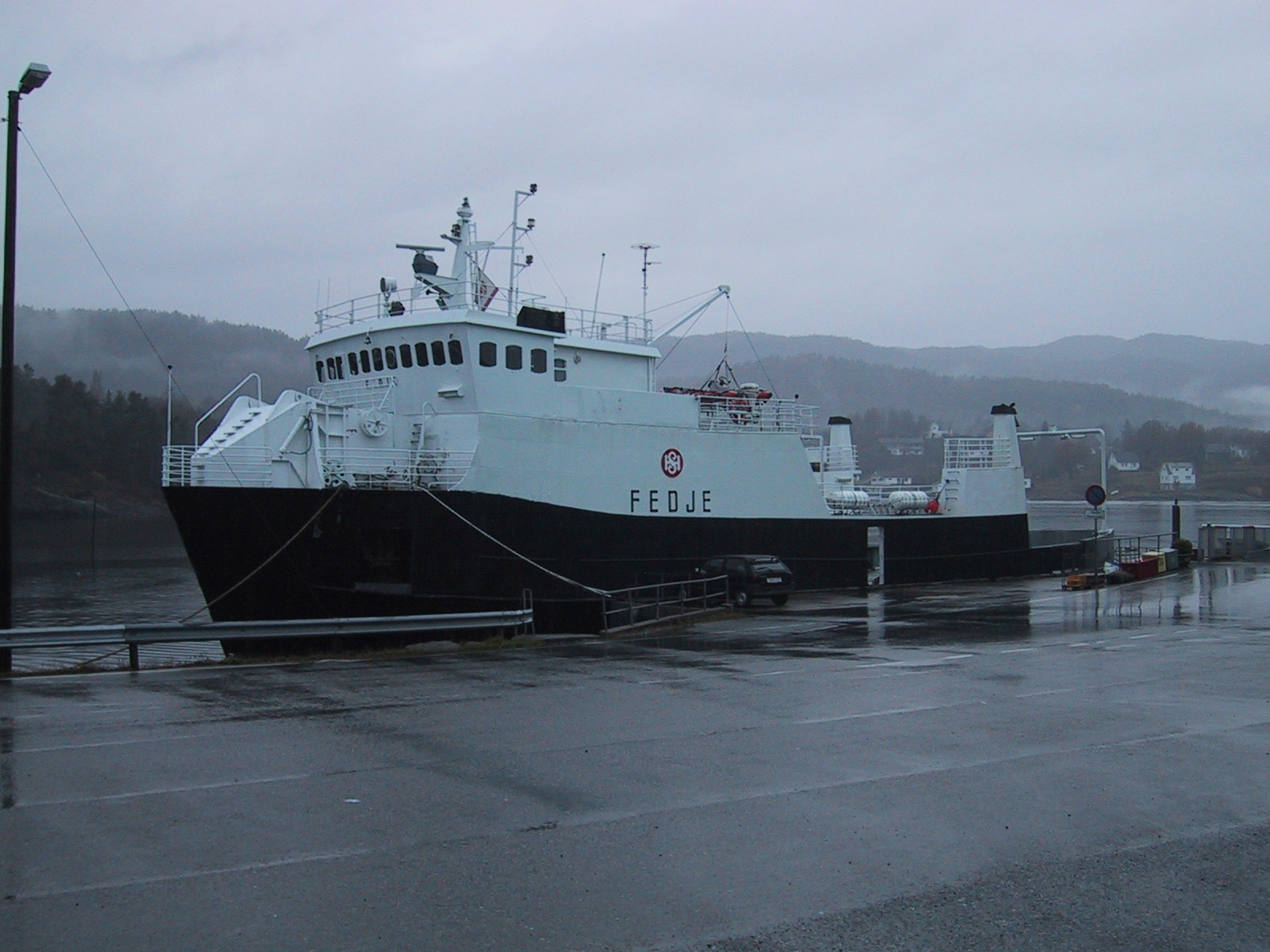
MF Fedje vid kaj i Gjermundshavn i Kvinnherad.

MF Fedje är en bilfärja byggd 1970. Båten byggdes för BNT och blev senare övertagen av HSD. Skeppet är idag registrerat på Box Marine Ltd. som Admiral Bay II i Saint Vincent och Grenadinerna.

## Teknisk information
- Byggår: 1970
- Byggplats: Uskedalen
- Brutto registerton: 182
- Netto registerton: 80
- Personbilskapacitet: 22

## Historia
- 1970: september: Levererad som Fedje till BNT, Bergen
- 1974: 1 januari: Rederiet omdöpt till BNR, Bergen
- 1983: november: Ombyggd
- 1985: juli: Ommålad
- 2002: januari: Övertagen av HSD Sjø AS, Bergen
- 2003: februari: Såld till Eco Travel & Cargo Co. (Ecolines), Belize. Omdöpt till Elisabeth H
- 2004: 19 januari: Såld till Box Marine Ltd., Kingstown, Saint Vincent och Grenadinerna. Omdöpt till Admiral Bay II.